# Sheho (Saskatchewan)
Sheho, Saskatchewan je vesnice v kanadské provincii Saskatchewanu. Sheho se nachází u silnice Highway 16, poblíž Yellowheadu na jihu východního Saskatchewanu mezi jezerem Foam Lake a hranicí provincie Manitoba. Poštovní stanice Sheho Lake byla otevřena roku 1891 na základě Legal land description of Sec.28, Twp.30, R.9, W2 ještě před tím, než se lehce přesunula a zkrátila jméno na Sheho. Sheho se nachází východně od Colonsay a západně od Laniganu.

## Demografie
K roku 2006 měla obec podle sčítání obyvatel 121 usedlíků. Oproti roku 2001 to značí úbytek 18,2 %. Obývali 118 domácností.

## Poloha
| Růžice kompasu |           | Invermay |             | Růžice kompasu |
| Růžice kompasu | Malby     | Sever    | Golden Vale | Růžice kompasu |
| Růžice kompasu | Malby     | Sheho    | Golden Vale | Růžice kompasu |
| Růžice kompasu | Malby     | Jih      | Golden Vale | Růžice kompasu |
| Růžice kompasu | Winthorpe |          |             | Růžice kompasu |